# Жаб'яча черепаха звичайна
Жаб'яча черепаха звичайна (Mesoclemmys raniceps) — вид черепах з роду Жаб'яча черепаха родини Змієшиї черепахи. Інша назва «чорнолінійна жаб'яча черепаха».

## Опис
Загальна довжина карапаксу досягає 33 см. За будовою схожа на носату жаб'ячу черепаху. У неї також овальний карапакс, у молодих особин є невеликий кіль, пластрон доволі широкий, має такий саме довгий ніс. Проте голова звичайної жаб'ячої черепахи значно ширше за інших представників свого роду, більше нагадує жабу. На підборідді присутні 2 вусика.
У дорослих черепах голова темно-сіра або оливково-сіра з кремовою або жовтою нижньою щелепою. У молодих черепах вона яскравіша — з темними плямами і рисочками. Звідси походить інша назва цієї черепахи. Шия темна зверху і світла знизу. Карапакс чорний, оливково-чорний або оливково-коричневий. Пластрон темно-коричневого, оливково-коричневого забарвлення з жовтуватим пігментом уздовж країв щитків. Кінцівки темно-сірого або оливково-сірого кольору.

## Спосіб життя
Полюбляє ставки, озера, річки. Поживою є риба, ракоподібні, земноводні, водними комахи, іншими безхребетні.
Самиця відкладає у ямку 6—8 сферичних яєць. Розмір новонароджених черепашенят 58—59 мм завдовжки.

## Розповсюдження
Мешкає у верхів'ях річок Амазонка й Оріноко: на північному сході Болівії, Перу, Еквадорі, східній Колумбії, південній Венесуелі і північному заході Бразилії.